# 中務内侍日記
『中務内侍日記』（なかつかさのないしのにっき）は、鎌倉時代の宮廷文学作品。著者は伏見院中務内侍こと藤原経子で、仮名文による日記である。
弘安3年（1280年）熈仁親王（後の伏見天皇）の東宮時代から、即位を経て正応5年（1292年）に自らの病いを理由に里下がりするまでの13年に渡る宮廷生活の思い出を記したもの。
現在伝わるものは上下2巻に構成され、上巻は弘安3年から9年までの伏見天皇東宮時代、下巻は天皇時代の奉仕の思い出を記している。有職故実の詳しい資料としても国文学者により書写され、『群書類従』にも収載される（日記部巻324）。
京極派の歌人京極為兼が春宮に初出仕する弘安3年に日記は語り起こされていて、150首あまりの和歌も詠まれている。その書きぶりから作者は病弱の身であって憂愁の色が濃い作品として『弁内侍日記』の明朗さと対照的に評されているが、上下巻を対照するとその憂愁の色は上巻の方にこそ濃く、それは経子の内面以上に両統迭立期の東宮身分の不確実性を背景に熈仁親王周辺が抱いた閉塞感と焦燥感（の思い出）の表出といった側面があるのではないかとの指摘があり、また、岩佐美代子は本日記が『源氏物語』や『狭衣物語』等の強い影響下にあることを指摘した上で、経子は病弱どころか明るく社交的な人物で、日記から窺える憂いは自己の思い出を『源氏』や『狭衣』風に脚色した結果であろうと見ている。